# Піранга червоноголова
Піранга червоноголова (Piranga erythrocephala) — вид горобцеподібних птахів родини кардиналових (Cardinalidae).

## Поширення
Ендемік Мексики. Поширений у гірських лісах від північного заходу Мексики до півдня цієї країни — від Сонори через Західну Сьєрра-Мадре та Сьєрра-Мадре-дель-Сур до Оахаки.

## Опис
Дрібний птах, близько 15 см завдовжки, оливково-коричневого забарвлення з жовтою нижньою частиною. Самець відрізняється червоною головою і горлом, жовтою нижньою частиною, а спина і хвіст оливково-коричневі. У самиць червоного кольору немає; коричневий колір поширюється від чола до хвоста і сірих щік; жовтий колір помітний в горлі, а в грудях і животі він блідіший з коричневим. Обидві статі мають чорні дзьоби, ноги і ділянки навколо очей.